# Королёво (Шарангский район)
 Королёво  — деревня в Шарангском районе Нижегородской области в составе Роженцовского сельсовета.

## География
Расположена на расстоянии примерно 9 км на юг по прямой от районного центра посёлка Шаранга.

## История
Упоминается с 1891 года как починок Королёв, где в 1905 году дворов 35 и жителей 218, в 1926 (деревня Королёво) 51 и 304, в 1950 59 и 193. Основана по местным данным в 1980-е года переселенцами из Яранского уезда братьями Королёвыми, Зориными, Домрачевыми. С 1950-х годов входила в состав колхоза «Заветы Ильича».

## Население
Постоянное население составляло 97 человека (русские 97 %) в 2002 году, 84 в 2010.